# Third place

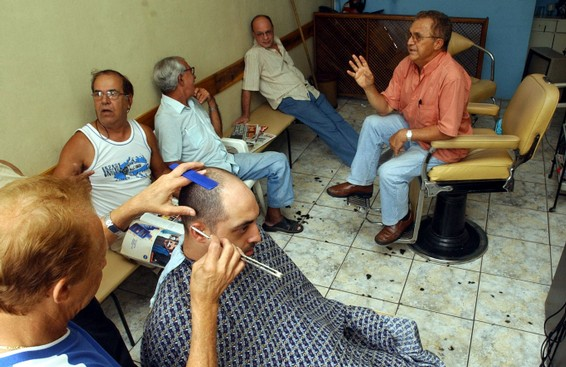
Deze kapperszaak in Brazilië is een voorbeeld van de third place; in veel culturen is het een traditionele plek geweest voor (vooral) mannen om elkaar te ontmoeten en met elkaar te spreken

Third place ('derde plek') is een begrip geïntroduceerd door de Amerikaanse socioloog Ray Oldenburg in zijn boek The Great Good Place uit 1989 waarmee hij doelde op een sociale omgeving die gescheiden is van de thuisomgeving (de first place) en de werkplek (de second place), zoals een kerk, café, koffiezaak, kapperszaak, dorpshuis, club, sportschool, openbare bibliotheek of park. In zijn boek betoogt Oldenburg dat third places belangrijk zijn voor de maatschappelijke betrokkenheid, de democratie en het creëren van een sense of place.
Robert Putnam benoemde kwesties in verband met de third place, maar zonder de term te gebruiken, in Bowling Alone: America's Declining Social Capital (1995, 2000).

## Kenmerken
Oldenburg noemt de first place het huis en degenen met wie iemand samenwoont. De second place is de werkplek, waar mensen eigenlijk het grootste deel van hun tijd doorbrengen. Third places zijn dus 'ankers' van het gemeenschapsleven en faciliteren en bevorderen een bredere, meer creatieve interactie. Met andere woorden: "je third place is waar je je ontspant in het openbaar, waar je bekende gezichten tegenkomt en nieuwe kennissen ontmoet".
Deze definitie kan vervolgens worden samengevat in de volgende kenmerken:
- Vrijwillig karakter: Bezoekers van een third place zijn niet verplicht tot hun bezoek of tot het deelnemen aan activiteiten, en zijn niet financieel of politiek hieraan gebonden. Zij kunnen vrij (binnen de openingstijden) de third place betreden en verlaten.
- Nivellerend effect: Een third place is toegankelijk voor iedereen, ongeacht sociale klasse. Er zijn geen vereisten aan bezoekers van een third place. Hierdoor ontstaat een gevoel van gemeenschap tussen de bezoekers van een third place.
- Gezellige sfeer: De hoofdactiviteiten binnen third places zijn meestal gesprekken, al kunnen ook andere sociale activiteiten worden aangeboden. De gesprekken zijn meestal luchthartig en speels van toon. De sfeer van een third place is niet pretentieus of slordig, en de third place verwelkomt alle soorten mensen die deze bezoeken. In een third place is weinig vijandelijkheid of interpersoonlijke spanning aanwezig.
- Toegankelijkheid: Third places dienen voor alle bezoekers toegankelijk te zijn. Zij dienen tevens als een vorm van accommodatie: zij dienen rekening te houden met de wensen van bezoekers, zodat deze voelen dat hun behoeften zijn vervuld.
- 'Regulars': Dit zijn de vaste bezoekers van een bepaalde third place, die de toon en het karakter hiervan bepalen. Zij trekken ook nieuwkomers aan, en helpen hen ervoor te zorgen dat ze zich welkom en voldaan voelen in de voor hen nieuwe omgeving.
- 'Tweede thuis': Mensen die een third place bezoeken krijgen dezelfde gevoelens van warmte, gezelligheid en verbondenheid als thuis. Zij voelen een stukje van zichzelf in de ruimte, welke aan hen ontspanning biedt.

## Soorten

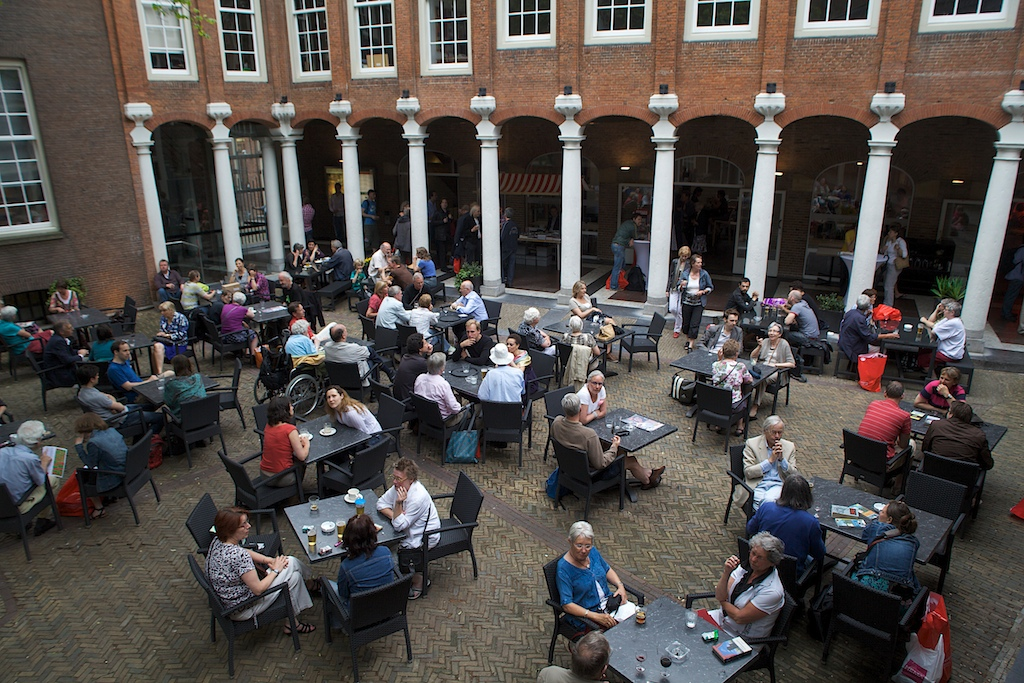
Zittende mensen aan tafels op de Jongensbinnenplaats bij het Amsterdam Museum

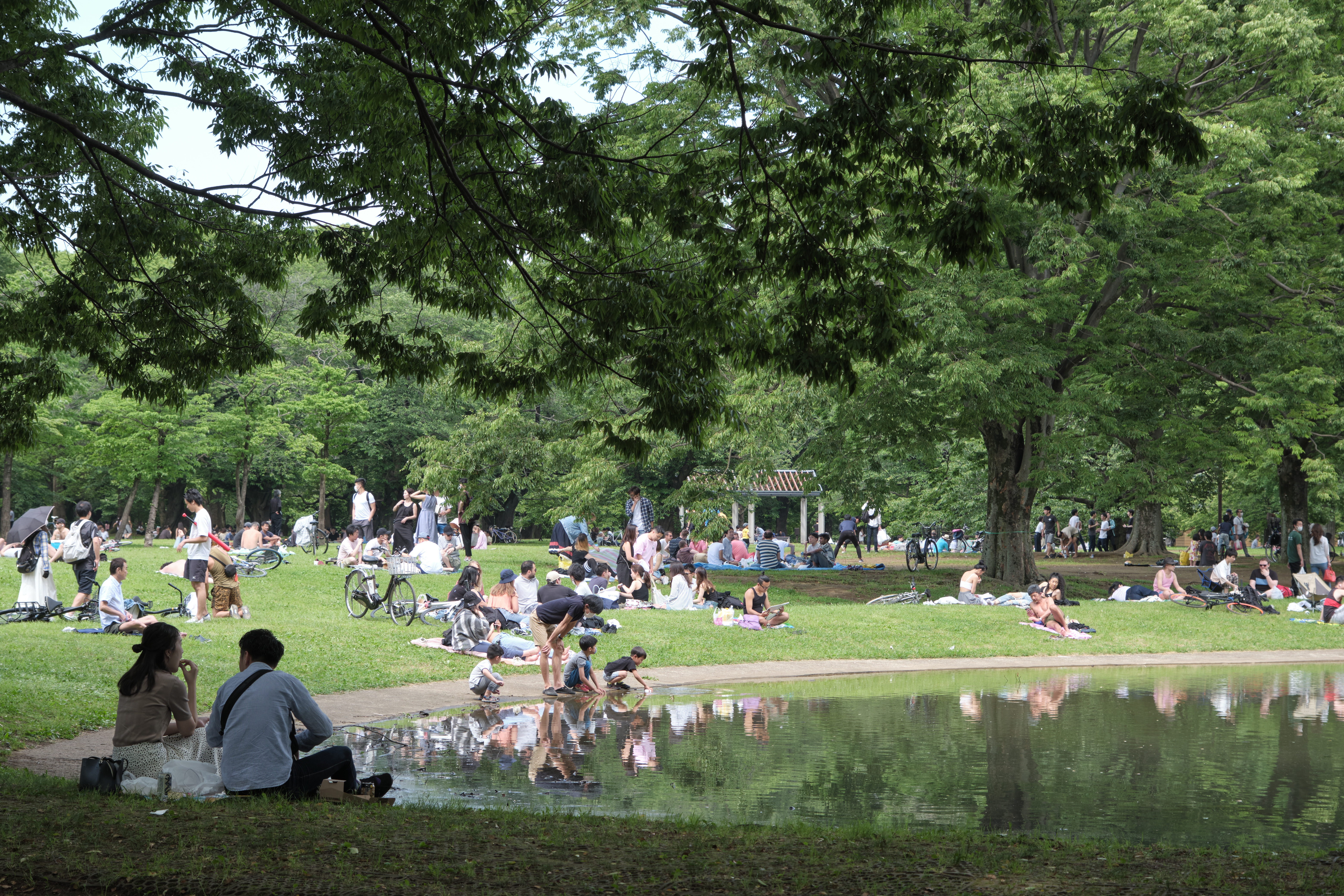
Verschillende groepen mensen in Yoyogipark in Shibuya, Tokio, Japan.

Een van de criteria voor de third place, volgens Leo W. Jeffres et al. (2009), is dat deze stressverlichting biedt van de dagelijkse eisen van zowel het gezins- als beroepsleven. De third place biedt het gevoel van verbondenheid geassocieerd met deelname aan de sociale activiteiten van een groep, zonder het beleid of de exclusiviteit van club- of verenigingslidmaatschap.
In hun onderzoek werden veel soorten omgevingen genoemd als mogelijke third places. Deze omvatten gemeenschapscentra zoals YMCA's; winkelcentra zoals coffeeshops winkelstraten en kapperszaken; religieuze plaatsen; scholen ; recreatieve buitenactiviteiten (parken, buurtfeesten); en diverse media zoals het World Wide Web en de krant.
Het idee van een third place is overgenomen door verschillende kleine bedrijven, onder meer als naam voor lokale coffeeshops, en wordt vaak gebruikt in stedenbouwkundige literatuur over de kwestie van bedrijfsontwikkeling en openbare ruimte.
Naarmate het concept van de third place populairder is geworden, gebruiken verschillende coworking-kantoorruimten dit concept als basis van hun interieurontwerp.
Verschillende vormen zijn onder meer het koffiehuis en de 'community living room', een term die door verschillende organisaties is overgenomen om het model te beschrijven van een gezamenlijk beheerde 'third space' welke commerciële of niet-commerciële functies omvat met de nadruk op vrije ruimte voor sociale interactie.
De pub, boekhandel of diner zijn traditionele varianten van het concept, op voorwaarde dat in dergelijke gevallen de nadruk wordt gelegd op de verwachting van sociaal contact, en klanten worden aangemoedigd om “rond te hangen" met of zonder aankopen. Voorzieningen die van oudsher voor sommige functies van een third place zorgden, waren onder meer vrijetijdsvoorzieningen zoals een speelhal, aula of sociale club, zolang faciliteiten beschikbaar waren voor informeel gebruik.
Een kerkgemeenschap vervult de rol als third place voor veel mensen, net zoals gemeenschappen die zich richten op gemeenschappelijke interesses en hobby's. Activiteiten en evenementen kunnen de verbindingen tot stand brengen die nodig zijn voor een authentieke gemeenschap.

### Virtuele third places
Sinds Oldenburgs publicaties zijn er mensen in de computer- en internetindustrie die hebben verklaard dat third places worden waargenomen of verschuiven naar de virtuele wereld. Toen de communicatiemedia zich verplaatsten van de openbare ruimte naar de eigen woning was er een grote verschuiving van openbare activiteiten naar de eigen woonplek. Met de komst van internet zijn virtuele third places herkenbaar in online gemeenschappen. De kenmerken die in deze gemeenschappen worden waargenomen, variëren van hun fysieke toepassing, maar voldoen aan de context van personalisatie, doorlaatbaarheid, benaderbaarheid en comfort.
Met de toenemende populariteit van online multiplayer-videogames zijn mensen van over de hele wereld via deze videogames meer met elkaar verbonden. De kans op conflicten tussen culturen is hierbij inherent aanwezig gezien het grote aantal interacties tussen gebruikers uit verschillende landen. De online gemeenschappen binnen deze spellen hebben echter dezelfde kenmerken als traditionele third places. Een hiervan is het nivellerend aspect. Via deze games kunnen gebruikers communiceren door middel van hun in-game personage of avatar, die als vertegenwoordiging voor de speler dienen en de  identificatiegegevens van de speler verbergen. Er wordt vaak gecommuniceerd via een ingebouwde chat, waardoor gebruikers kunnen communiceren zonder hun identiteit bekend te maken. Daarom is elke vorm van sociale identificatie afhankelijk van de avatar, niet van de eigenlijke speler.
Hoewel deze online gemeenschappen vrijheid bieden van het systeem van sociale klassen, wil dat niet zeggen dat er geen hiërarchieën zijn binnen het spel; elke gemeenschap construeert zijn eigen sociale normen die de sociale status in de game bepalen. Elke speler begint het spel echter op gelijke voet en moet sociale erkenning krijgen door zijn prestaties in het spel. Het concept van "regulars" is ook aanwezig in online gemeenschappen. Deze 'regulars' zijn vaak identificeerbaar via een speciale identificatiecode; sommige games bevatten speciale insignes of titels voor ervaren gebruikers, waardoor deze voor iedereen opvallen. De 'regulars' stellen normen voor geaccepteerd gedrag in het spel en dienen als moderator (vooral voor nieuwe spelers). Veel spellen bieden bijvoorbeeld de mogelijkheid voor PvP-gevechten (speler tegen speler), waarin gebruikers tegen elkaar strijden. Dit zorgt echter voor een mogelijkheid voor gebruikers om elkaar te intimideren, waardoor het spel voor anderen wordt verstoord. Dit soort gedrag wordt vaak gereguleerd door de 'regulars' binnen de gemeenschap. De 'reguliere' status is in principe van toepassing op alle gebruikers, wat het gevoel van gemeenschap bevordert. Naarmate gebruikers meer spelen, leren ze de 'regulars' kennen, waardoor vriendschappen kunnen ontstaan.
Naarmate online technologieën zich ontwikkelen, worden online videogames toegankelijker voor personen van alle achtergronden. Hoewel deze spellen vaak worden gespeeld op traditionele videogameconsoles of op pc's (waarvoor vaak de aanschaf van de videogamesoftware vereist is), zijn er veel browserspellen (zoals RuneScape en FarmVille ) welke iedereen met internettoegang gratis kan spelen. Dit verbreedt de diversiteit van de gemeenschappen van deze spellen.

## Ontwikkelingen
Veel mensen werken op afstand, niet vanuit huis, maar vanuit een third place. Werken op afstand kan isolatie veroorzaken en werken in openbare ruimten, zoals op Starbucks-locaties, kan een tussenvorm zijn tussen het thuiskantoor en het werkkantoor. De beschikbaarheid van openbare Wi-Fi is een belangrijke factor geweest in deze trend.
Een third place die internettoegang biedt, kan een uithollend effect hebben doordat de bezoekers fysiek aanwezig zijn, maar geen sociaal contact met elkaar maken, omdat ze voornamelijk bezig zijn door hun externe verbindingen. Dit is vergelijkbaar met het gebruik van leeromgevingen, zoals universiteitsbibliotheken, waar de sociale contacten voornamelijk plaatsvinden tussen mensen die elkaar al kennen. Sommige bedrijven proberen dit effect te elimineren door bijvoorbeeld live jazz op te voeren en klanten te vragen informatie over zichzelf te delen met andere klanten via een enquête om de betrokkenheid van het publiek te vergroten.

## Postmoderne opvatting
Politiek geograaf en stedenbouwkundige Edward Soja ontwikkelde ook een theorie van Thirdspace, in zijn boek Thirdspace: Journeys to Los Angeles and Other Real-And-Imagined Places uit 1996. Zijn postmoderne opvatting is gebaseerd op en wordt beïnvloed door Henri Lefebvre, Michel Foucault en postkoloniale denkers Gayatri Chakravorty Spivak, Bell Hooks, Edward Said en Homi K. Bhabha. Soja's idee van Thirdspace "doorbreekt het dualisme tussen Firstspace (thuis) en Secondspace (werk) en omvat verwante concepten als 'plaats, locatie, landschap, omgeving, thuis, stad, regio, territorium en geografie' (50) die probeert de representatieve strategieën van echte en ingebeelde plaatsen op elkaar af te stemmen. Hij erkent 'trialectiek van ruimtelijkheid' (57), een proces en een kracht welke 'recombinatief en radicaal open' (50) zijn."

## Fourth place en fifth place
Arnault Morisson stelt in A Typology of Places in the Knowledge Economy: Towards the Fourth Place (2018) dat plaatsen in de kenniseconomie evolueren. Hij stelt een definitie van een fourth place voor. In de kenniseconomie vervaagt de conventionele scheiding tussen de first place (thuisomgeving), second place (werkplek) en third place. De functies en kenmerken van thuis- en werkomgeving (coliving), van de thuisomgeving en de third place (coworking) en van de werkplek en de third place (comingling) zullen op verschillende wijzen worden gecombineerd. De combinatie van elementen van het gezinsleven, het beroepsleven en de third place heeft als gevolg het ontstaan van nieuwe vormen van sociale omgevingen, 'fourth places' genoemd.
Aangezien de fourth place alleen werkt in normale omstandigheden, ontstonden toen de coronamaatregelen van kracht waren nieuwe hybride sociale omgevingen uit de werking van de verschillende buiten- en binnentypologieën van andere plaatsen. Deze omgevingen werken deels fysiek, deels virtueel, met enkele essentiële kenmerken om goed te werken tijdens de coronapandemie. De omgeving is ontstaan uit semiprivate of semiopenbare quarantaineruimten, welke een 'in quarantaine geplaatste fourth place' of 'fifth place' vormen.